# Piprör
Piprör (Calamagrostis arundinacea) är en växtart i familjen gräs som hör till rörsläktet. Dess strån kan bli mer än en meter höga, vippan är först yvig, men efter blomningen drar den ihop sig. 